# Jodoziory
Jodoziory – wieś w Polsce położona w województwie podlaskim, w powiecie suwalskim, w gminie Rutka-Tartak. 

## Historia
Od 1 stycznia 1973 w gminie Rutka-Tartak. Następnie od 1 lipca 1986 do 31 grudnia 2009 wieś należała do gminy Wiżajny; 1 stycznia 2010 powróciła do gminy Rutka-Tartak.
W latach 1975–1998 miejscowość administracyjnie należała do województwa suwalskiego.

## W kulturze
W Jodoziorach dzieje się akcja wydanej w 2019 roku przez Wydawnictwo Vesper książce Artura Urbanowicza Inkub.